# Rucka
Rucka (cyr. Руцка) – miasto w Serbii, w mieście Belgrad, w gminie miejskiej Čukarica. W 2011 roku liczyło 316 mieszkańców.